# Iosîpivka, Vradiivka
Iosîpivka (în ucraineană Йосипівка) este un sat în comuna Huleanîțke din raionul Vradiivka, regiunea Mîkolaiiv, Ucraina.

## Demografie
Componența lingvistică a localității Iosîpivka
     Ucraineană (91,94%)
     Rusă (6,45%)
     Română (1,61%)
Conform recensământului din 2001, majoritatea populației localității Iosîpivka era vorbitoare de ucraineană (91,94%), existând în minoritate și vorbitori de rusă (6,45%) și română (1,61%).